# Trachycarpeae
Trachycarpeae es una tribu de plantas con flores perteneciente a la subfamilia Coryphoideae dentro de la familia Arecaceae. Tiene las siguientes subtribus.

## Subtribus
- Livistoninae
- Rhapidinae